# Moses Brown
Moses Shirief-Lamar Brown (New York, 13 ottobre 1999) è un cestista statunitense, professionista nella NBA.

## Statistiche

### NCAA
| Anno      | Squadra     | PG | PT | MP   | TC%  | 3P% | TL%  | RP  | AP  | PRP | SP  | PP  |
| --------- | ----------- | -- | -- | ---- | ---- | --- | ---- | --- | --- | --- | --- | --- |
| 2018-2019 | UCLA Bruins | 32 | 31 | 23,3 | 60,7 | -   | 35,2 | 8,3 | 0,3 | 0,6 | 1,9 | 9,7 |
| Carriera  | Carriera    | 32 | 31 | 23,3 | 60,7 | -   | 35,2 | 8,3 | 0,3 | 0,6 | 1,9 | 9,7 |

#### Massimi in carriera
- Massimo di punti: 23 vs Saint Francis (16 novembre 2018)[1]
- Massimo di rimbalzi: 17 vs Purdue-Fort Wayne (6 novembre 2018)
- Massimo di assist: 2 (2 volte)
- Massimo di palle rubate: 4 vs Colorado-Boulder (6 febbraio 2019)
- Massimo di stoppate: 8 vs Saint Francis (16 novembre 2018)
- Massimo di minuti giocati: 37 vs Oregon State (21 febbraio 2019)

### NBA

#### Regular Season
| Anno      | Squadra             | PG  | PT | MP   | TC%  | 3P% | TL%  | RP  | AP  | PRP | SP  | PP  |
| --------- | ------------------- | --- | -- | ---- | ---- | --- | ---- | --- | --- | --- | --- | --- |
| 2019-2020 | Portland T. Blazers | 9   | 0  | 3,7  | 40,0 | -   | 37,5 | 1,6 | 0,1 | 0,1 | 0,1 | 1,2 |
| 2020-2021 | Oklahoma Thunder    | 43  | 32 | 21,4 | 54,5 | -   | 61,9 | 8,9 | 0,2 | 0,7 | 1,1 | 8,6 |
| 2021-2022 | Dallas Mavericks    | 26  | 1  | 6,5  | 54,0 | -   | 62,8 | 2,3 | 0,0 | 0,1 | 0,3 | 3,1 |
| 2021-2022 | Cleveland Cavaliers | 14  | 5  | 12,6 | 63,8 | -   | 55,2 | 5,3 | 0,0 | 0,3 | 0,5 | 6,4 |
| 2022-2023 | L.A. Clippers       | 34  | 1  | 8,5  | 63,5 | -   | 45,8 | 4,1 | 0,1 | 0,1 | 0,4 | 4,6 |
| 2022-2023 | Brooklyn Nets       | 2   | 0  | 3,0  | -    | -   | -    | 0,0 | 0,0 | 0,0 | 0,5 | 0,0 |
| 2023-2024 | Portland T. Blazers | 22  | 5  | 9,1  | 50,8 | -   | 29,0 | 3,9 | 0,3 | 0,2 | 0,3 | 3,4 |
| 2024-2025 | Indiana Pacers      | 9   | 0  | 5,1  | 65,0 | -   | 60,0 | 1,4 | 0,0 | 0,2 | 0,1 | 3,2 |
| Carriera  | Carriera            | 159 | 44 | 11,6 | 56,6 | -   | 53,8 | 4,8 | 0,1 | 0,3 | 0,5 | 5,1 |

#### Massimi in carriera
- Massimo di punti: 24 vs Los Angeles Clippers (16 maggio 2021)[2]
- Massimo di rimbalzi: 23 vs Boston Celtics (27 marzo 2021)
- Massimo di assist: 3 vs Los Angeles Clippers (16 maggio 2021)
- Massimo di palle rubate: 2 (9 volte)
- Massimo di stoppate: 7 vs Los Angeles Clippers (16 maggio 2021)
- Massimo di minuti giocati: 38 vs Los Angeles Clippers (16 maggio 2021)

### G League
| Anno      | Squadra          | PG | PT | MP   | TC%  | 3P% | TL%  | RP   | AP  | PRP | SP  | PP   |
| --------- | ---------------- | -- | -- | ---- | ---- | --- | ---- | ---- | --- | --- | --- | ---- |
| 2019-2020 | Texas Legends    | 30 | 0  | 19,2 | 64,8 | 0,0 | 54,1 | 7,6  | 0,2 | 0,5 | 1,2 | 14,6 |
| 2020-2021 | Oklahoma Blue    | 14 | 14 | 26,4 | 54,9 | -   | 61,1 | 13,9 | 0,7 | 0,6 | 1,7 | 18,5 |
| 2021-2022 | Texas Legends    | 2  | 2  | 29,4 | 55,6 | -   | 62,5 | 15,5 | 0,0 | 0,0 | 3,0 | 19,0 |
| 2022-2023 | Ontario Clippers | 4  | 3  | 23,0 | 64,5 | -   | 40,0 | 11,0 | 0,5 | 0,0 | 1,3 | 11,8 |
| 2022-2023 | Westch. Knicks   | 1  | 1  | 31,1 | 50,0 | -   | 40,0 | 17,0 | 2,0 | 0,0 | 2,0 | 18,0 |
| 2023-2024 | Rip City Remix   | 6  | 6  | 24,4 | 59,7 | -   | 42,9 | 10,5 | 0,5 | 0,7 | 1,8 | 15,8 |
| Carriera  | Carriera         | 57 | 26 | 22,4 | 60,5 | 0,0 | 53,6 | 10,1 | 0,4 | 0,5 | 1,5 | 15,7 |

## Palmarès
- McDonald's All-American (2018)